# Kvitsøy fyr
Kvitsøy fyr är en norsk kustfyr på ön Kvitsøy. Platsen har varit fyrplats sedan runt år 1700 då en vippfyr byggdes där. 1829 ersattes den av ett stentorn med en koleld i toppen och blev så kallad täckt stenkolsfyr. Tornet byggdes högre 1859 då fyren även blev linsfyr. Nuvarande lanternin och linssystem kom till 1910. Sedan 1969 är fyren automatiserad.